# Eburodacrys crassipes
Eburodacrys crassipes es una especie de escarabajo longicornio del género Eburodacrys, tribu Eburiini, subfamilia Cerambycinae. Fue descrita científicamente por Martins & Galileo en 2008.

## Descripción
Mide 12,8-18 milímetros de longitud.

## Distribución
Se distribuye por Guayana Francesa.